# Economia dos Estados Federados da Micronésia
A economia dos Estados Federados da Micronésia consiste principalmente de agricultura e pesca de subsistência. As ilhas têm poucos recursos minerais exploráveis, exceto fosfato com alto teor. Potencial para o turismo existe, mas a localização remota, a falta de instalações adequadas e as poucas linhas aéreas que servem o arquipélago dificultam o desenvolvimento. Pelos termos originais do Pacto de Livre Associação, os Estados Unidos forneceram US$ 1,3 mil milhões em ajuda durante o período 1986-2001, posteriormente o nível de ajuda foi reduzido. As perspectivas de médio prazo da economia do país parecem frágeis devido não apenas à redução da ajuda dos EUA, mas também devido à atual redução do crescimento do setor privado.
Os Estados Federados da Micronésia são um país que não possui leis sobre patentes.